# Rosario Castellanos
Rosario Alicia Castellanos Figueroa (Ciudad de México; 25 de mayo de 1925-Tel Aviv, Israel; 7 de agosto de 1974), conocida como Rosario Castellanos, fue una escritora, periodista y diplomática mexicana, considerada una de las literatas mexicanas más importantes del siglo XX. Fue embajadora de México en Israel hasta su fallecimiento en 1974. También es considerada como una de las pioneras del feminismo mexicano.

## Biografía
Rosario Castellanos nació el 25 de mayo de 1925 en la Ciudad de México; sin embargo, sus padres la trasladaron inmediatamente a Comitán de Domínguez en Chiapas, al sur de México, donde vivió toda su infancia y adolescencia. Sus padres fueron Adriana Figueroa y César Castellanos, quienes conformaron una familia conservadora o familia típica de aquella época, su padre trabajaba mientras su madre era ama de casa, además tenían una notable y clara preferencia por su hijo Benjamín, esto solo por ser varón, tal preferencia se mantuvo incluso tras la muerte del niño a los siete años en 1933, Castellanos se sintió culpable por ser ella quien seguía con vida y no su hermano, fue criada por su nana Rufina, la cual la acercó a la realidad indígena.
La suerte de la familia cambió repentinamente cuando el presidente Lázaro Cárdenas promulgó una reforma agraria y una política de emancipación campesina que despojó a la familia de gran parte de sus tierras. A los quince años, Castellanos y sus padres se mudaron a la Ciudad de México. En 1948, sus padres fallecieron en un accidente, dejándola huérfana a los 23 años y con medios financieros limitados. Sintió una necesidad urgente para la autoexpresión y pronto se convirtió en la primera mujer escritora de Chiapas.
Se graduó como maestra en filosofía por la Universidad Nacional Autónoma de México y se relacionó con Ernesto Cardenal, Jaime Sabines y Augusto Monterroso. También, estudió estética en la Universidad de Madrid, con una beca del Instituto de Cultura Hispánica, de 1950 a 1951. Fue profesora en la Facultad de Filosofía y Letras de la UNAM, en la Universidad de Wisconsin, en la Universidad Estatal de Colorado y en la Universidad de Indiana. Escribió durante años en el diario mexicano Excélsior, fue promotora del Instituto Chiapaneco de la Cultura y del Instituto Nacional Indigenista y secretaria del PEN Club. En 1954-1955, fue becada por la Fundación Rockefeller en el Centro Mexicano de Escritores.
De  1958 a 1961 redacta textos escolares en el Instituto Nacional indigenista de México. Se casó con el profesor de filosofía Ricardo Guerra Tejada, en 1958, con quien en 1961 tuvo un hijo, Gabriel Guerra Castellanos, politólogo egresado de la Universidad Libre de Berlín Occidental, después de dos abortos involuntarios y de la muerte de una hija recién nacida. Se divorció después de trece años de matrimonio, tras sufrir depresión e infidelidades de su marido. Dedicó una extensísima parte de su obra y de sus energías a la defensa de los derechos de las mujeres, labor por la que es recordada como uno de los símbolos del feminismo latinoamericano.
Como promotora cultural, trabajó en el Instituto de Ciencias y Artes de Tuxtla Gutiérrez, Chiapas, y dirigió el Teatro Guiñol del Centro Coordinador Tseltal-Tsotsil, auspiciado por el Instituto Nacional Indigenista. En la UNAM, trabajó como titular de la Dirección General de Información y Prensa (1960-1966) y fue profesora en la Facultad de Filosofía y Letras. Antes de morir, estaba trabajando en el servicio exterior. Fue nombrada embajadora de México en Israel en 1971, y trabajó como catedrática en la Universidad Hebrea de Jerusalén y como diplomática.
El 10 de noviembre de 2017 se inauguró el Museo Rosario Castellanos en la ciudad de Comitán de Domínguez, Chiapas, recinto dedicado a su vida y obra.

## Muerte
Fue nombrada por la Secretaría de Relaciones Exteriores en 1971 bajo el período presidencial de Luis Echeverría Álvarez, embajadora en Israel. Después de su gran trayectoria, falleció en Tel Aviv, el 7 de agosto de 1974, a los 49 años, a consecuencia de una descarga eléctrica, provocada por una lámpara cuando acudía a contestar el teléfono, al salir de bañarse. Al haber sido un personaje sobresaliente se le reconoció colocando sus restos en la Rotonda de las Personas Ilustres desde el 9 de agosto de 1974. Asimismo, entre sus varios trabajos expresó su sentir hacia la muerte en diversas ocasiones, una de ellas fue en el poema "Encargo" perteneciente al poemario Materia Memorable, editado en 1969, el cual expresa lo siguiente:

"Cuando yo muera dadme la muerte que me falta y no me recordéis.

No repitáis mi nombre hasta que el aire sea transparente otra vez.
No erijáis monumentos que el espacio que tú ves 
entero lo devuelvo a su dueño y señor
para que advenga el otro, el esperado 

y resplandezca el signo del favor".

## Carrera literaria
Su obra trata de temas políticos, ya que concebía al mundo como "lugar de lucha en el que uno está comprometido", como lo expresó en su poemario Lívida luz. Consideraba la poesía "un intento de llegar a la raíz de los objetos". Cada tema lo trataba ligado con lo cotidiano y con el interés por el papel de la mujer en la sociedad y por la crítica del enfoque sexista, ejemplificado por su cuento "Lección de cocina": cocinar, callarse y obedecer al marido. Su obra de teatro El eterno femenino (1975) se apuntala sobre principios feministas. Según un artículo de Mercedes Serna, a través de la obra "Castellanos hará un recorrido irónico y jocoso por la historia de la mujer en México, a través de una serie de personajes femeninos".
Sus propios sentimientos se reflejan en sus escritos: en el cuento "Primera revelación", describe su experiencia como niña discriminada frente a su hermano; el poema en prosa "Lamentación de Dido" se inspira en el desamor de su amor de muchos años, Ricardo Guerra; la novela Rito de iniciación, también de connotaciones autobiográficas, se enfoca en los conflictos de una mujer dedicada a los estudios para escapar de los prejuicios conservadores de la provincia y enfrentar la competencia profesional en la ciudad. Esta obra se publicó sólo de manera póstuma.
Muchas de sus obras llaman la atención sobre la diferencia entre dos grupos, principalmente entre hombres y mujeres, pero también entre los blancos y los indios. Castellanos usa el matrimonio para permitir que los personajes femeninos participen en el diálogo, siendo que, hasta entonces, las mujeres no se habían incluido en los diálogos. Se utiliza el lenguaje como instrumento de poder y dominación: sin voz, las mujeres pueden ser dominadas por los hombres. Las mujeres eran objeto de conveniencia y estaban dominadas por los hombres, y Castellanos muestra cómo el matrimonio era una forma de demostrar la dependencia de la mujer y la falta de identidad. En un análisis de su última obra, Álbum de familia, un crítico afirma que el libro se encarga de “señalar y discutir la presencia continua de la alienación como una preocupación central”, y resalta la “tendencia de Castellanos al optimismo”.[cita requerida]
En su ensayo La novela mexicana contemporánea y su valor testimonial, Castellanos comenta que las obras indígenas hablan de “la objetividad del tratamiento y la individualidad del personaje”, y, aunque es extraño para la sociedad "blanca," sigue siendo importante para la historia y narrativa de México. Castellanos reconoce su privilegio como una mujer blanca, que es moderno a mediados del siglo veinte. También, habla de la importancia de la novela mexicana, y la describe como "una aspiración al conocimiento lúcido".

### Balún Canán
Esta novela, publicada en 1957, está dividida en tres partes que (como dice Véronique Landry) "convergen en la historia de una niña de siete años de clase social alta, hija de un hacendado mexicano de la región de Chiapas". Añade que, con los "numerosos cambios sociales" y políticos emitidos por el gobierno, esta niña sin nombre está en la "búsqueda de una identidad". "Esta identidad", que ella busca, "gira en torno a un mundo lleno de opresión y [...] segregación racial, social y sexual". Balún Canán está escrito, afirma, desde el punto de vista del "discurso autobiográfico" durante el sexenio del presidente Lázaro Cárdenas del Río. El problema aquí es el conflicto entre los indígenas y los blancos. Los indígenas afirman que los ladinos injustamente les quitaron sus tierras y su lengua. “La política agraria cardenista imaginaba un país en el que el ejido se constituía como un ‘régimen social’ capaz de ‘liberar al trabajador del campo de la explotación y del trabajo a jornal’ y ‘proveer la alimentación del país’. [...] no sólo se trató de un reparto masivo de tierra sino de un cambio de perfil del régimen agrario en México: se desestructuró el antiguo régimen rural centrado en el latifundio y se minó el poder político y económico de los terratenientes”. (INEHRM, 2020). El problema aquí es el conflicto entre los indígenas y los blancos. La tensión entre las dos partes opuestas en Balún Canán culmina cuando los rebeldes y su líder Felipe entran en la casa de los Argüellos exigiendo que el dueño cumpla la ley y abra la escuela.
Es así que César, el propietario, bien enterado de las perturbaciones políticas y la dinámica social del momento actual, decide de mala gana otorgar ciertos derechos a los indios, cómo traer el maestro para la escuela y aumentar los sueldos, mientras que su esposa Zoraida se opone resueltamente a la nueva ley:
“¡ –Mi hijo opina que la ley es razonable y necesaria; que Cárdenas es un presidente justo. [...]
– ¿Justo? ¿Cuándo pisotea nuestros predios, cuando nos arrebata nuestras propiedades? Y para dárselas ¿a quiénes?, a los indios. Es que no los conoce; es que nunca se ha acercado a ellos ni ha sentido cómo apestan a suciedad y a trago. Es que nunca les ha hecho un favor para que le devolvieran ingratitud. No les ha encargado una tarca para que mida su haraganería. ¡Y son tan hipócritas, y tan solapados y tan falsos!”  

El trapiche permanecía allí, mudo, quieto como un ídolo, mirando crecer a su alrededor la caña que trituraría entre sus mandíbulas." (Balún Canán, 194).

Además, está el problema del silencio de las mujeres en esta novela. La novela presenta varios niveles de jerarquía social basada en el poder y género. El patrón está en la posición superior, su heredero (el hijo varón) debajo de él, seguido por la mujer y la familia. En la parte inferior de la escala están los mestizos, los indios (peones y servidumbre), y en la posición aún más baja sus mujeres sistemáticamente degradadas.

### Ciudad Real
En este libro de relatos, publicados en 1960, Castellanos se centra en las diferencias entre los dos grupos distintos, sobre todo entre el blanco y el indio y el hombre y la mujer. Dice la crítica Mary Gómez Parham: “instrumentos de esta alienación incluyen códigos severos de cortesía, el machismo y otras formas de estereotipos sexuales, la codicia y, sobre todo, las barreras lingüísticas”. La comunicación sigue siendo un tema importante en la alienación y la obra de Castellanos, y Ciudad Real se enfrenta a la tensión entre los nativos y los blancos, ya que no comparten un lenguaje común y no se tienen confianza. Los mismos temas siguen apareciendo, como un hombre misógino (que asegura que una mujer "echó a perder a su hijo"),  en “El advenimiento del águila” y personas solitarias o marginadas.
Sin embargo, la última historia de la novela es un poco diferente. El personaje principal, Arthur, tiene conocimiento de la lengua española, así como el idioma indígena, y entonces es capaz de romper algunas de las barreras que se observan entre los diferentes grupos a lo largo de la novela. Al final, se conecta con la naturaleza (un acontecimiento raro en las obras de Castellanos), y consigue la paz consigo mismo y con el mundo. Es el único cuento dentro de la novela, con un “final feliz”.

### Oficio de tinieblas
Esta obra, publicada en el año 1962, novela el levantamiento que se produjo en el estado de Chiapas entre 1867 y 1870 llamado Guerra de Castas, Rebelión Chamula o Revolución mesiánica de los tsotsiles, la cual culminó con la crucifixión de un indio que se convertiría en el Jesucristo de los indios.  “Ahora nosotros también tenemos un Cristo. No ha nacido en vano ni ha agonizado ni ha muerto en vano. Su nacimiento, su agonía y su muerte sirven para nivelar al tzotzil, al chamula, al indio, con el ladino.” (Castellanos 2009: 419).

### Otras
Dedicado a su producción cuentística, Álbum de familia, el segundo tomo de sus obras completas incluye, además de sus tres cuentarios, los relatos inéditos "Crónica de un suceso inconfirmable", "Primera revelación" y "Tres nudos en la red". En un análisis del texto hecho por Mary Gómez Parham, comenta que "nuevos elementos como la homosexualidad y el feminismo-como-política aparecen [...] para explorar nuevas formas de lidiar con el viejo problema de la alienación". 

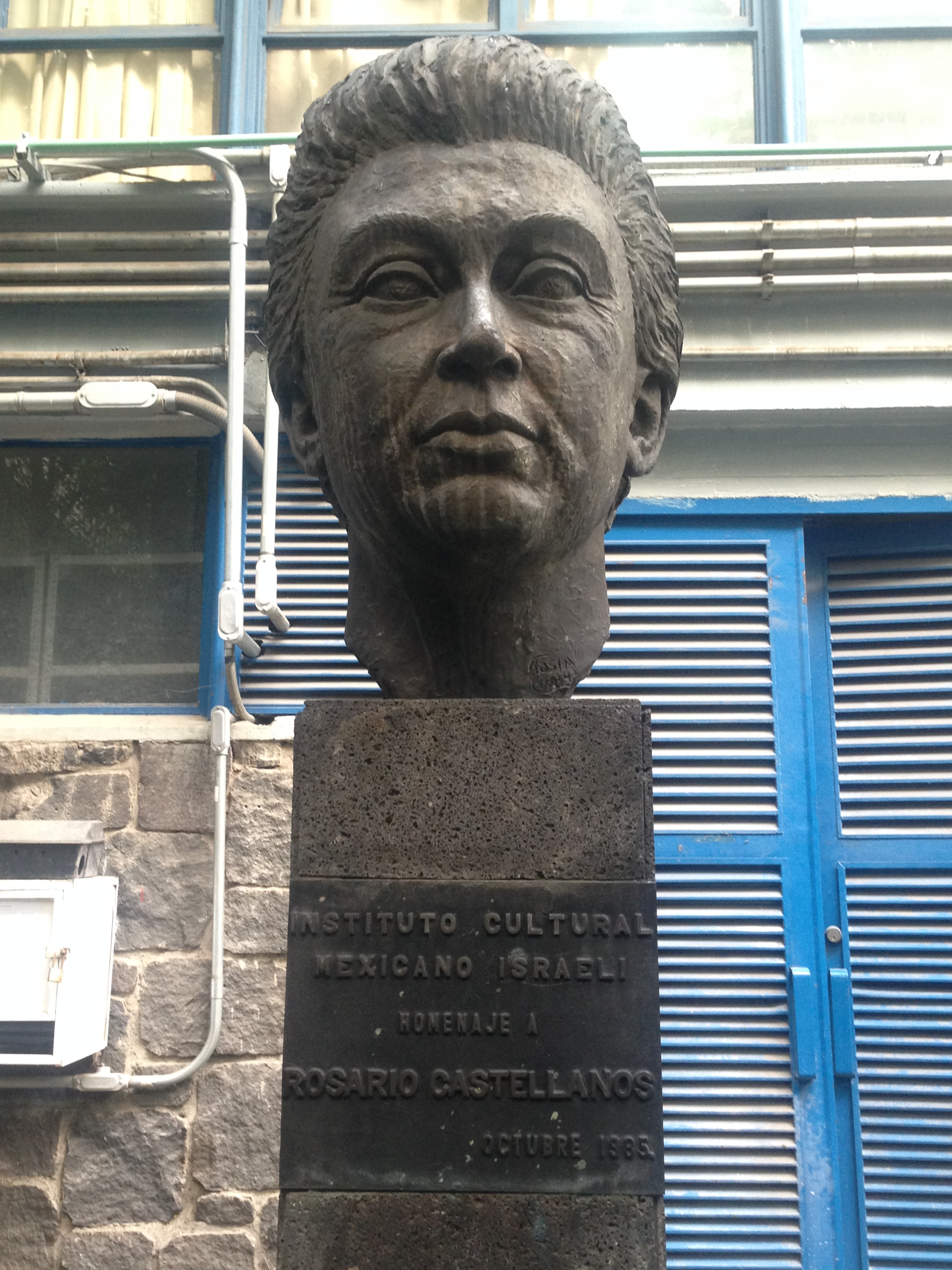
Busto de Rosario Castellanos, FFyL-UNAM

## Premios y reconocimientos
En 1958, recibió el Premio Chiapas, por Balún Canán, y dos años después el Premio Xavier Villaurrutia, por Ciudad Real. Entre otros galardones posteriores, destacan: el Premio Sor Juana Inés de la Cruz (1962), siendo éste importante pues Sor Juana llegó a ser gran inspiración para Castellanos, más adelante recibe el Premio Carlos Trouyet de Letras (1967) y el Premio Elías Sourasky de Letras (1972).
Además, varios lugares públicos llevan su nombre:[cita requerida]
- El Museo Rosario Castellanos, ubicado en la ciudad de Comitán de Domínguez, Chiapas.[26]
- El Centro Cultural Rosario Castellanos y la Biblioteca Pública Regional Rosario Castellanos en Comitán, Chiapas, además del Festival Internacional de las Culturas y las Artes Rosario Castellanos.
- Un parque y una biblioteca pública llevan su nombre, ambos situados en la delegación Cuajimalpa de Morelos, en la Ciudad de México.
- La biblioteca del Centro de Investigaciones y Estudios de Género, de la UNAM.
- Uno de los jardines de la Facultad de Filosofía y Letras, de la UNAM.
- La librería del Fondo de Cultura Económica (FCE) del Centro Cultural Bella Época, de la Ciudad de México.
- El Instituto de Estudios Superiores Rosario Castellanos, en la Ciudad de México
- Biblioteca Pública Rosario Castellanos en Cuajimalpa de Morelos, Ciudad de México.

El 23 de marzo de 2021, el Pleno del Senado de la República creó el Premio al Mérito Literario "Rosario Castellanos", dirigido a escritoras y escritores de amplia trayectoria literaria en los géneros de narrativa, dramaturgia, poesía o ensayo con obra escrita en español o en cualquiera de las lenguas originarias de Latinoamérica. El premio consiste en un busto de bronce con la efigie de Castellanos y $200,000 pesos.

## Obras

### Novelas
- Balún Canán, México: Fondo de Cultura Económica, 1957, OCLC 2732918.
- Oficio de tinieblas, México: Joaquín Mortiz, 1962, OCLC 253291721.
- Rito de iniciación, México: Alfaguara, 1996, ISBN 9789681903336.

### Cuentos
- Ciudad Real, Xalapa: Universidad Veracruzana, 1960, OCLC 747471.
- Los convidados de agosto, México: Era, 1964, OCLC 191065435.
- Álbum de familia, México: Joaquín Mortiz, 1971, ISBN 9789682700880.

### Poesía
- Trayectoria del polvo, México: Costa-Amic, 1948, OCLC 122444384.
- Apuntes para una declaración de fe, México: Secretaría de Educación Pública, 1948, OCLC 760605820.
- De la vigilia estéril, México: Ediciones de "América", 1950, OCLC 123194295.
- El rescate del mundo, Tuxtla Gutiérrez, Chiapas: Gobierno del Estado de Chiapas, Departamento de Prensa y Turismo, 1952, OCLC 651234309.
- Presentación al templo: poemas (Madrid, 1951), México: América revista antológica, 1952, OCLC 7886287.
- Poemas (1953-1955), México: Metáfora, 1957, OCLC 689509359.
- Al pie de la letra, Xalapa: Universidad Veracruzana, 1959, OCLC 760605834.
- Salomé y Judith: poemas dramáticos, México: Jus, 1959, OCLC 651543397.
- Lívida luz, México: Universidad Nacional Autónoma de México, 1960, OCLC 44064566.
- Materia memorable, México: Universidad Nacional Autónoma de México, 1960, OCLC 5801533.
- Poesía no eres tú: obra poética, 1948-1971, México: Fondo de Cultura Económica, 1972, ISBN 9789681610043.

### Ensayo
- Sobre cultura femenina, México: América, revista antológica, 1950, OCLC 15542846.
- La novela mexicana contemporánea y su valor testimonial, México: Instituto Nacional de la Juventud, 1960, OCLC 898783753.
- Mujer que sabe latín..., México: Secretaría de Educación Pública, 1973, OCLC 253480740.
- El mar y sus pescaditos, México: Secretaría de Educación Pública, 1975, OCLC 863297357.
- Declaración de fe. Reflexiones sobre la situación de la mujer en México, México: Alfaguara, 1997, ISBN 9789681903770.

### Colecciones de artículos
- El uso de la palabra, México: Excélsior, 1994, OCLC 499122117.
- Mujer de palabras. Artículos rescatados de Rosario Castellanos, México: Consejo Nacional para la Cultura y las Artes, 2004, ISBN 9789703503049. Tres volúmenes.

### Teatro
- Tablero de damas, pieza en un acto, México: América, revista antológica, 1952, OCLC 18932199.
- El eterno femenino: Farsa, México: Fondo de Cultura Económica, 1975, ISBN 9789681609658.

### Epistolario
- Cartas a Ricardo, México: Consejo Nacional para la Cultura y las Artes, 1994, ISBN 9789682965654.
- Cartas encontradas (1966-1974), con Raúl Ortiz y Ortiz, México: Fondo de Cultura Económica, 2022.

### Historias para películas
- Los tres Reyes Magos, México.

## En la cultura popular

### En el cine
- La directora Busi Cortes llevó a la pantalla grande El secreto de Romelia, una película basada en "El viudo Román", uno de los cuentos contenidos en Ciudad Real.
- Otro director, Benito Alazraki, dirigió una adaptación de Balún Canán en 1977.
- La película mexicana Los adioses, de Natalia Beristáin, presenta los años de juventud y estudios de Rosario Castellanos y, sobre todo, su relación con Ricardo Guerra Tejada.[29]
- En la telenovela chilena Pacto de sangre se inaugura el tercer acto con un epígrafe que cita los siguientes versos de la autora: "Heme aquí, ya al final/ y todavía no sé qué cara/ le daré a la muerte".